# 马河水库
马河水库是位于中国山东省滕州市东北的水库，为淮河流域南四湖水系，出口为北沙河。
该水库于1959年动工修建，建成于1960年5月。库容1.38亿立方米。控制流域面积240平方公里。 

## 概况
为滕州市第一大水库，枣庄市仅次于岩马水库的第二大水库，在鲁南地区发挥着防洪、灌溉、供水、发电、养殖等重要的功能。

## 地理位置
马河水库位于东经117.21度，北纬35.22度。该水库距滕州市城区东北15公里，位于东郭镇马河村西北400米，龙阳镇何岭村东北500米处。

## 大事记
- 1958年5月~1959年7月，初步规划，可行性论证阶段
- 1959年10月，成立施工指挥部，开工建设。
- 1960年5月，建成竣工，设计库容1.26亿立方米。
- 1971年6月27日，北干渠唐楼石拱坍塌，造成16人死亡，10人受伤。
- 1973年5月，溢洪闸竣工，闸门3孔，总宽33米。
- 1980年8月，东放水洞电站建成，装机3台，共520千瓦。
- 1995年12月，马河水库灌区北干渠配套工程竣工。
- 1997年11月，马河水库城乡工企业供水工程竣工。
- 2002年6月~2005年7月，马河水库除险加固工程组织实施，完成验收。

## 链接
- 滕州市马河水库[永久]